# デイブ・シュラ
デイブ・シュラ（Dave Shula 1959年5月28日 - ）は、ケンタッキー州レキシントン出身のアメリカンフットボール指導者。NFLのシンシナティ・ベンガルズでヘッドコーチを務めた。父親はNFL最多勝ヘッドコーチでプロフットボール殿堂入りしているドン・シュラ。弟のマイク・シュラもNFLやカレッジフットボールでコーチを務めている。

## 経歴
彼の家族は1960年にデトロイト（ドン・シュラがデトロイト・ライオンズのディフェンスコーディネーターに就任）へ、1963年にボルチモアへ（ドン・シュラがボルチモア・コルツのヘッドコーチに就任）、1970年にマイアミ・レイクス（ドン・シュラがマイアミ・ドルフィンズのヘッドコーチに就任）へと移り住んだ。高校時代にはアメリカンフットボールと野球を行った後、ダートマス大学に進学した。
1981年、ボルチモア・コルツにワイドレシーバー、キックオフリターナーとして所属したが、5回のキックオフリターンで平均16ヤード、10回のパントリターンで平均5ヤードの成績しか残せなかった。
1982年から父親がヘッドコーチを務めるマイアミ・ドルフィンズのアシスタントコーチに就任し1988年までWRコーチ、QBコーチ、アシスタントヘッドコーチなどを務め、この間チームは2度スーパーボウルに出場した（第17回、第19回）。1989年にジミー・ジョンソンが就任したダラス・カウボーイズのオフェンスコーディネーターとなった。
1991年にシンシナティ・ベンガルズのアシスタントヘッドコーチに就任、1992年に当時NFL最年少となる32歳でヘッドコーチとなった。彼の指揮した時期にチームは1度も勝ち越せずプレーオフ出場を果たせなかった。1993年にはチームワーストの10連敗を含みNFLワーストの3勝13敗、1994年も3勝13敗に終わった。5シーズン目の1996年途中の10月下旬に1勝6敗となったところで解雇され、オフェンスコーディネーターのブルース・コスレットが暫定ヘッドコーチに就任した。通算成績は19勝53敗であった。69試合目で50敗したがこれはNFL最速であった。
2018年3月22日、ダートマス大学のワイドレシーバーコーチに就任、22年ぶりにアメリカンフットボールの指導にあたることとなった。

## ドラフト全体1位指名
1993年にNFLワーストの成績であったチームは1994年ドラフト全体1位指名権でダン・ウィルキンソン、1995年ドラフトでは1巡全体5位指名権と2巡指名権を引き換えにエクスパンションチームのカロライナ・パンサーズから全体1位指名権を獲得、キジャナ・カーターを指名した。しかしカーターは1995年のプレシーズンゲームでシーズン絶望となる怪我を負い活躍できなかった。

## コーチ成績
| シーズン | チーム                   | 成績     | 順位                           |
| -------- | ------------------------ | -------- | ------------------------------ |
| 1992年   | シンシナティ・ベンガルズ | 5勝11敗  | AFC中地区4位                   |
| 1993年   | シンシナティ・ベンガルズ | 3勝13敗  | AFC中地区4位（リーグ最低成績） |
| 1994年   | シンシナティ・ベンガルズ | 3勝13敗  | AFC中地区3位                   |
| 1995年   | シンシナティ・ベンガルズ | 7勝9敗   | AFC中地区2位タイ               |
| 1996年   | シンシナティ・ベンガルズ | 1勝6敗   | AFC中地区3位                   |
| 通算成績 |                          | 19勝52敗 | プレーオフ出場なし             |